# 勒内·哈里斯
勒内·哈里斯（英語：René Harris，1947年11月11日—2008年7月5日），男，瑙鲁政治人物，曾任瑙鲁总统。